# Kamui Kobayashi
Pour les articles homonymes, voir Kobayashi.
Kamui Kobayashi (小林 可夢偉, Kobayashi Kamui), né le 13 septembre 1986 à Amagasaki, dans la préfecture de Hyōgo au Japon, est un pilote automobile japonais. Il fait ses débuts en Formule 1 fin 2009 chez Toyota où il remplace Timo Glock, indisponible pour cause de blessure. Il participe à 75 Grands Prix avant de partir en endurance en 2015. En 2021, il remporte les 89e 24 Heures du Mans avec l'écurie Toyota. Il participe également au championnat de Super Formula au Japon depuis 2015.

## Biographie

### Les débuts en karting
Issu de la banlieue d'Osaka, rien ne prédestine Kamui Kobayashi a une carrière de pilote de course : ni ses parents, gérants d'un restaurant de sushis à Amagasaki, ni son frère aîné ou sa petite sœur ne partagent son attirance pour la course automobile. Dès son plus jeune âge, il harcèle son père pour qu'il lui achète un kart, et, à neuf ans, dispute sa première course, soutenu par son père et par Yamaha.
Entre 1997 et 2001, Kamui Kobayashi remporte plusieurs titres en karting dans sa catégorie au Japon, dont le SL All Japan Tournament à deux reprises, la JAF Cup West, le All Japan Junior Kart Championship, le Suzuka Karting Championship et le All Japan Kart Championship.
En 2001, il participe à la Formula Toyota Racing School (FTRS) où il gagne une bourse d'études. En 2002, il connaît une première expérience en Europe où il prend part à deux meetings du Championnat d'Europe CIK-FIA de Formule A.

### L'apprentissage de la monoplace

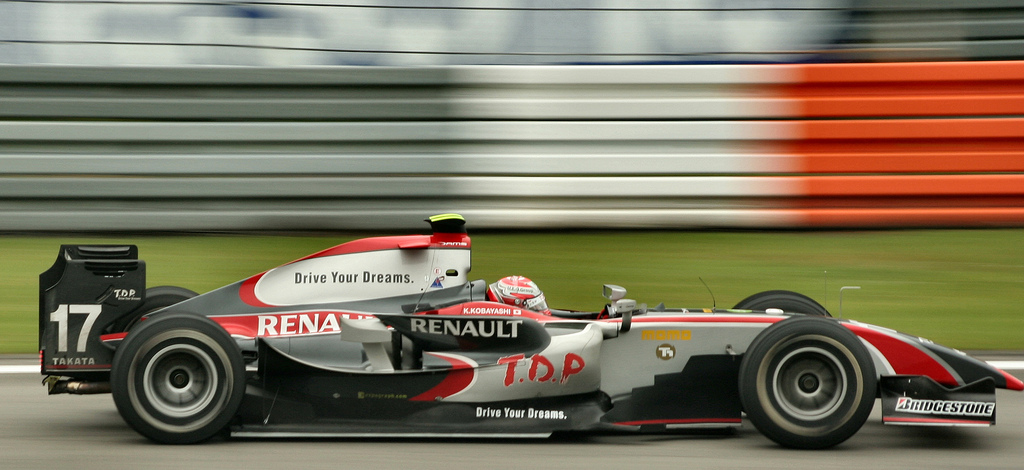
Kobayashi et sa DAMS au Nürburgring lors du Championnat de GP2 Series 2009

En 2003, Kamui Kobayashi termine second du championnat de Formule Toyota au Japon derrière Kazuki Nakajima. La dernière course du championnat, disputée sur le tracé court du circuit de Suzuka, est sa dernière course officielle au Japon jusqu'en 2010.
À partir de 2004, il part en Europe se mesurer aux meilleurs pilotes internationaux. Financé par Toyota via sa structure de soutien aux jeunes pilotes, le Toyota's Young Drivers' Program, Kobayashi s'installe à Vicence, au nord de l'Italie. Il éprouve des difficultés d'intégration, ne parlant ni italien, ni anglais et le mode de vie local, bien qu'il lui plaise, est complètement différent de celui du Japon.
Au cours de l'année, Kobayashi prend part au Championnat d'Italie de Formule Renault 2.0. À l'issue des vingt courses, il se classe septième, avec deux victoires et trois pole positions. En 2005, pour sa deuxième saison dans la catégorie, le Japonais devient champion d'Italie de Formule Renault et remporte également, de justesse, le titre en Formule Renault Eurocup 2.0. Il signe quatre pole positions et six victoires dans chacun des championnats.
Toujours soutenu par Toyota, il accède en 2006 au championnat de Formule 3 Euro Series au sein de la meilleure équipe du plateau, ASM. Kobayashi conclut sa saison à la huitième place, avec des performances en retrait de celles de ses coéquipiers Paul di Resta et Sebastian Vettel, plus expérimentés. Sa fin de saison est néanmoins encourageante car, après avoir tourné dans les mêmes temps que ses coéquipiers lors des meetings du Mans et d'Hockenheim, il remporte la course qualificative du Grand Prix de Macao après avoir signé la pole position. Le lendemain, lors de la course principale, il tape le mur avec Marko Asmer et Paul di Resta dès le premier tour et finit dix-neuvième.
En 2007, il s'engage à nouveau en F3 Euro Series chez ASM, mais ses résultats sont très irréguliers et il termine quatrième du championnat, distancé par ses coéquipiers Romain Grosjean et Nico Hülkenberg. À Magny-Cours, il réalise son unique pole position et gagne sa seule course de la saison. En novembre, il est promu troisième pilote du Toyota F1 Team où il remplace Franck Montagny. Kobayashi, qui n'était auparavant qu'essayeur de l'équipe japonaise avec laquelle il avait pris part à quelques séances d'essais privés fin 2006, va prendre part à de nombreuses séances d'essais pour le compte de Toyota entre fin 2007 et début 2009.
Kobayashi ne délaisse pas pour autant la compétition et s'engage à partir de 2008 dans le championnat GP2 Series au sein de l'équipe DAMS. Kobayashi s'impose à deux reprises en GP2 Asia, la déclinaison hivernale du championnat, tandis qu'il ne remporte qu'un seul succès, à Barcelone, dans la série principale où il se classe seizième.
Kobayashi conserve un programme identique en 2009 et sa saison ressemble à la précédente : probante en GP2 Asia où il décroche le titre avec deux victoires et plus anonyme dans la catégorie principale du GP2, avec une nouvelle seizième place au classement final.

### 2009: débuts en Formule 1 remarqués chez Toyota

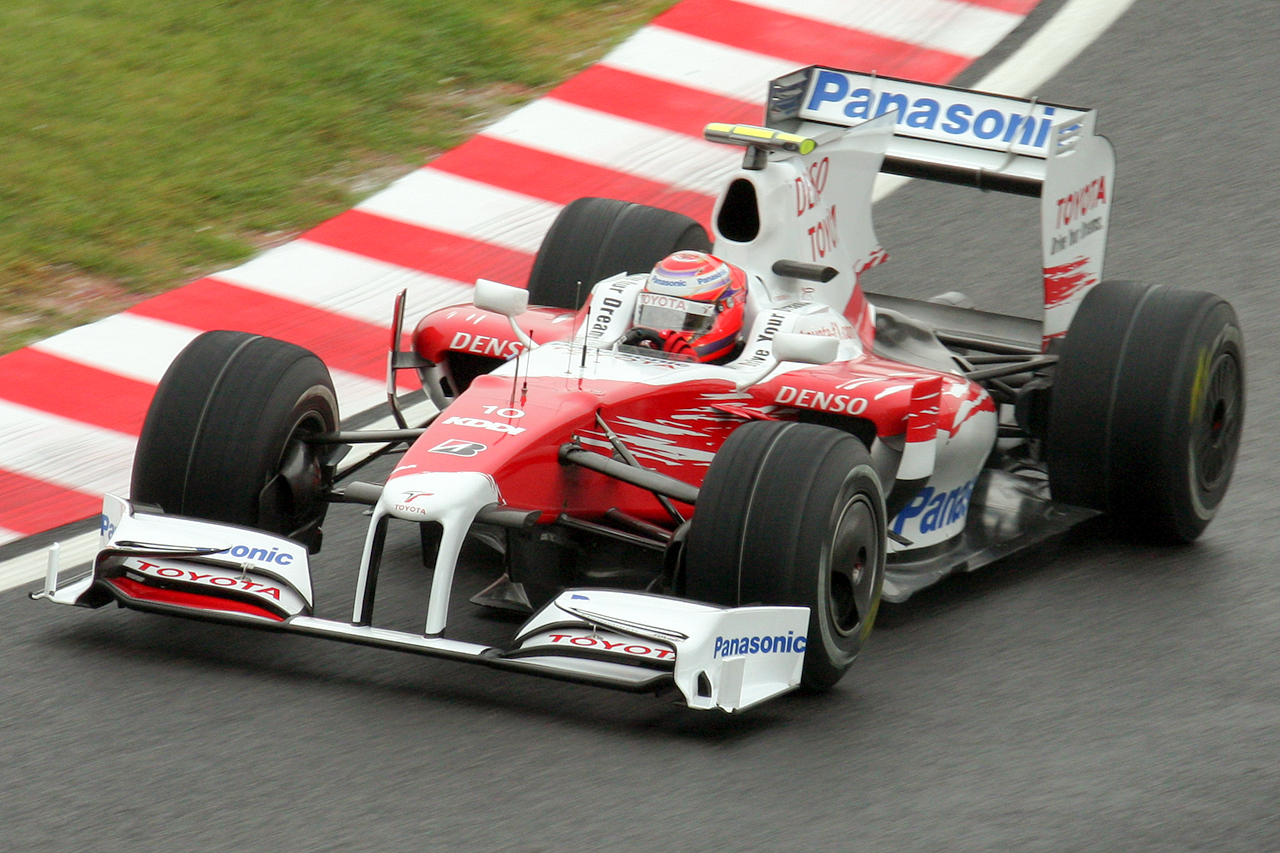
Kamui Kobayashi avec la Toyota TF109 lors de la première séance d'essais libres Grand Prix du Japon 2009.

Alors que l'avenir de Kobayashi semble difficile après deux saisons en demi-teinte en GP2, Toyota l'appelle à l'occasion du Grand Prix du Japon 2009 pour remplacer l'Allemand Timo Glock, malade lors des essais libres du vendredi et victime d'un sérieux accident lors des qualifications, ce qui l'oblige à déclarer forfait pour la course.
Au Grand Prix du Brésil, Kobayashi occupe toujours le baquet de Glock qui n'est toujours pas rétabli. Pour sa première séance de qualification en Formule 1, disputée dans des conditions climatiques dantesques, le Japonais se qualifie à la treizième place. Sa course est animée puisqu'il accroche son compatriote Kazuki Nakajima qui finit sa course dans le mur, dépasse la Ferrari de Giancarlo Fisichella et se fait remarquer en défendant ardemment sa position face au futur champion du monde Jenson Button. Ce dernier déclare après la course que Kobayashi est « complètement fou ». Le Japonais termine neuvième de l'épreuve et enchaîne avec une sixième place au Grand Prix d'Abou Dabi devant son coéquipier Jarno Trulli, ce qui lui permet, avec trois points, d'être classé dix-huitième du championnat du monde. L'annonce du retrait de Toyota F1 Team, trois jours après la fin de la saison, obscurcit néanmoins l'avenir du jeune pilote en Formule 1.

### 2010: première saison complète chez BMW Sauber

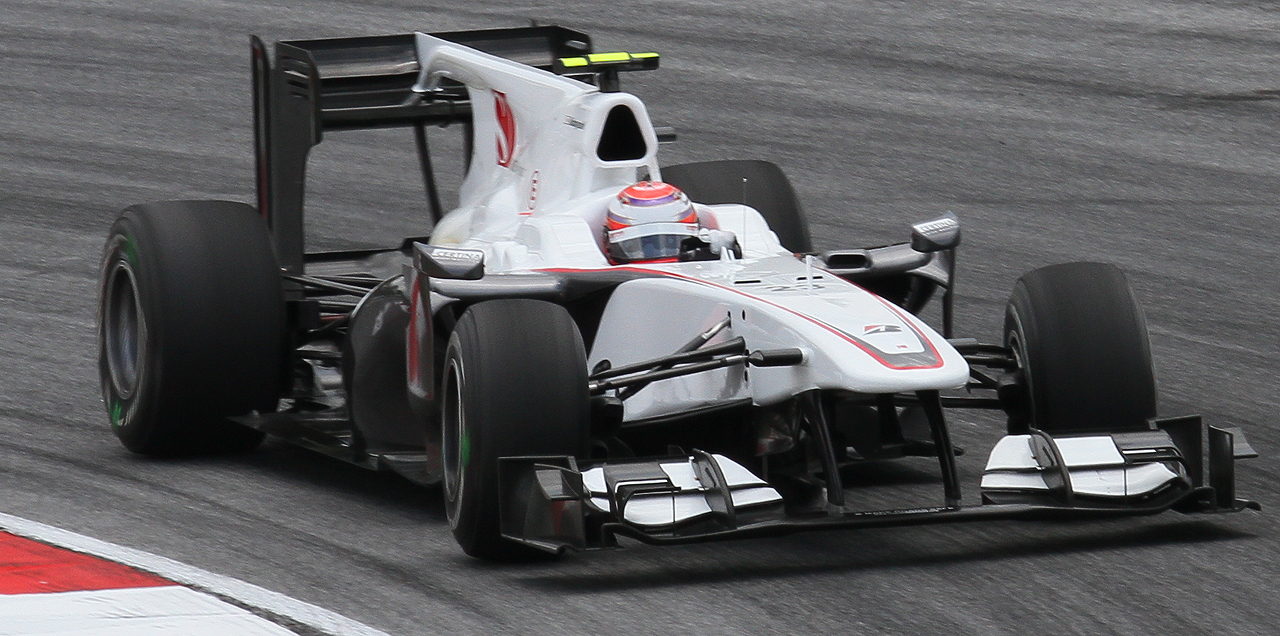
Kamui Kobayashi sur BMW Sauber C29 lors de la troisième séance d'essais libres Grand Prix de Malaisie 2010.

Kamui Kobayashi, sans volant à l'issue de la saison 2009, est alors choisi pour piloter une BMW Sauber F1 Team au côté de Pedro de la Rosa en 2010. Si la voiture s'annonce prometteuse lors des essais hivernaux, elle se montre peu performante et d'une fiabilité catastrophique. Kamui abandonne ainsi lors des quatre premières épreuves de la saison en ne couvrant au total que dix-neuf tours sur deux cent dix-neuf possibles. En Espagne, après une dixième place en qualification, il termine son premier Grand Prix de la saison à la douzième place.
Il marque son premier point de la saison en Turquie après une nouvelle dixième place en qualification qu'il conserve jusqu'à l'arrivée. Au Canada, Kobayashi percute le muret « Bienvenue au Québec » dès le premier tour et abandonne. Lors du Grand Prix d'Europe, à Valence, bien que qualifié en fond de grille (dix-huitième), il se retrouve troisième grâce à une bonne stratégie lors de la sortie voiture de sécurité et retarde au maximum son changement de pneus pour conserver sa position. Il s'arrête à cinq tours du terme, ressort neuvième des stands puis dépasse Fernando Alonso et Sébastien Buemi dans les derniers tours pour terminer septième. Lors du Grand Prix suivant, à Silverstone, il décroche la sixième place qui lui permet alors de pointer à la douzième place du championnat avec quinze points.
Le 7 septembre 2010, il est confirmé par Sauber pour la saison 2011. Le 10 octobre, à l'occasion de son Grand Prix national, Kobayashi, parti de la quatorzième place sur la grille, termine septième de l'épreuve en doublant notamment quatre adversaires dans le virage Hairpin. Pour sa première saison complète en championnat du monde, il se classe douzième avec trente-deux points.

### 2011: deuxième saison chez Sauber

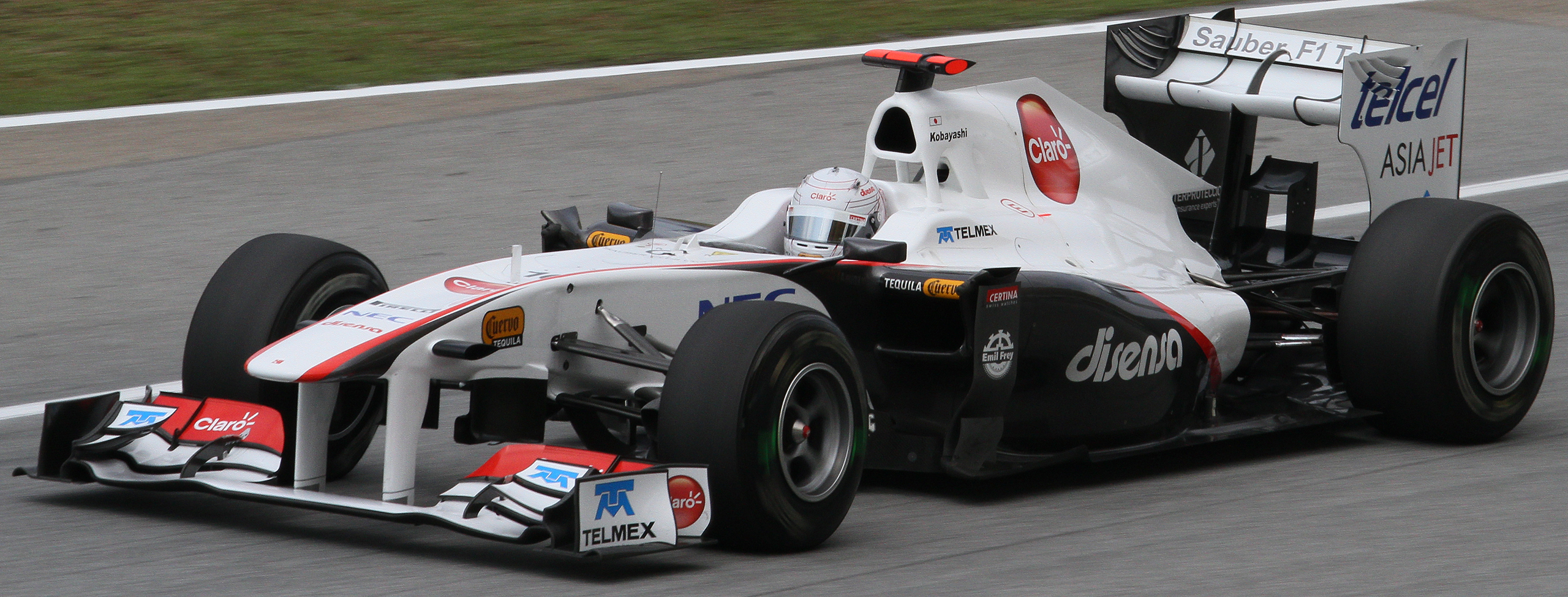
Kamui Kobayashi lors du Grand Prix de Malaisie 2011.

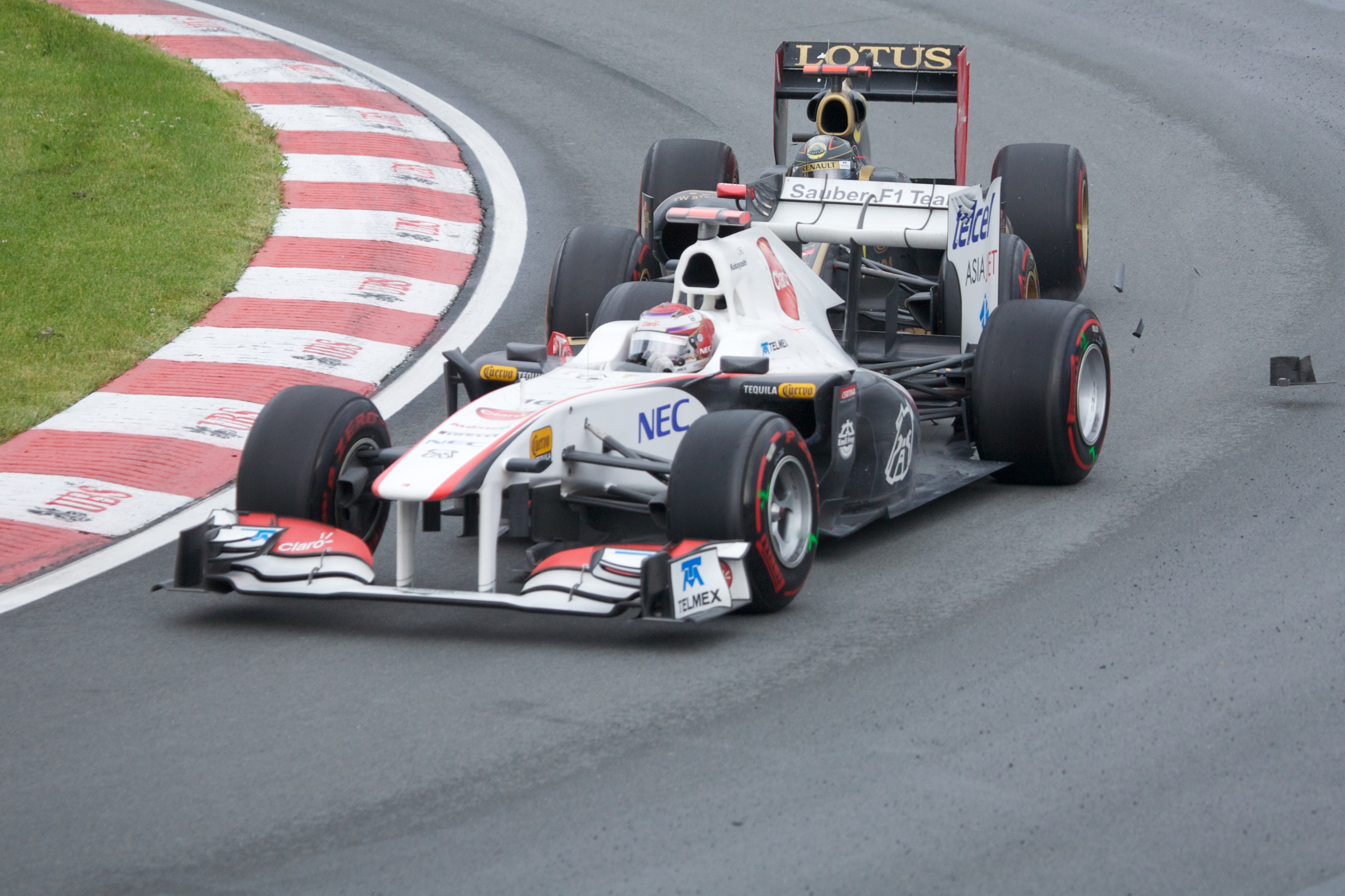
Kamui Kobayashi lors du Grand Prix du Canada 2011.

Kobayashi entame la campagne 2011 par une huitième place en Australie mais les deux Sauber sont disqualifiées à cause d'un aileron arrière non-conforme. Le Japonais inscrit les premiers points de Sauber en 2011 deux semaines plus tard, à l'occasion du Grand Prix de Malaisie où il termine septième. Il enchaîne par trois arrivées consécutives à la dixième place, en Chine, Turquie et Espagne. En Turquie et en Espagne, ces points sont acquis au terme de remontées depuis le fond de grille. Sur le circuit d'Istanbul, il part dernier après un problème de pompe à carburant qui l'a empêché de signer un temps chronométré lors de la séance de qualification. Enfin, à Barcelone, il est dernier à l'issue du premier tour après une crevaison provoquée par un accrochage. Au cours de ces deux courses, il réalise vingt-trois dépassements.
À Monaco, Kobayashi accomplit le meilleur résultat de sa carrière en franchissant la ligne d'arrivée à la cinquième place. Au Canada, après un début de course pluvieux qui l'a vu occuper la deuxième place pendant trente-et-un tours, il s'incline en fin de course face à d'autres pilotes plus rapides sur une piste séchante et termine septième. À Valence, il se classe seizième et interrompt ainsi sa série de six Grands Prix consécutifs dans les points.
À Silverstone, après avoir réalisé la meilleure qualification de sa carrière (huitième), il est d'abord heurté par Michael Schumacher puis pénalisé d'un stop-and-go pour avoir été mal relâché par son équipe lors de son premier arrêt aux stands, il abandonne au vingt-troisième tour en raison d'une fuite d'huile. Au Nürburgring, Kobayashi est éliminé dès la première partie des qualifications mais son bon départ et une bonne stratégie de course lui permettent de marquer les deux points de la neuvième place. En Hongrie, il occupe la dixième place pendant la première partie de la course disputée sur une piste mouillée mais une stratégie pneus décalée joue contre lui et il termine onzième. À Spa-Francorchamps, il est accroché par Lewis Hamilton qui tente de le dépasser au douzième tour et achève la course en douzième position. En Italie, après avoir effectué une réparation aux stands après un accrochage dans le premier tour, il entame une remontée mais doit renoncer. À Singapour, il ne s'élance que de la dix-septième place sur la grille après avoir tapé le mur en qualifications. Il termine la course quatorzième à deux tours du vainqueur Vettel à cause notamment d'une erreur de stratégie de son équipe et d'une pénalité pour non-respect des drapeaux bleus.
Au Japon, pour sa course à domicile, son système anti-calage s'enclenche au départ alors qu'il s'élance de la septième place sur la grille, sa meilleure qualification depuis ses débuts en Formule 1. Douzième à l'issue du premier tour, il termine treizième. En Corée, il se classe quinzième puis, en Inde, sa course s'arrête dès le premier tour à la suite d'un accrochage. À Abou Dabi, il met fin à une série de sept résultats vierges en inscrivant le point de la dixième place. Il conclut la saison sur une bonne note en achevant le Grand Prix du Brésil en neuvième position.

### 2012: dernière saison chez Sauber

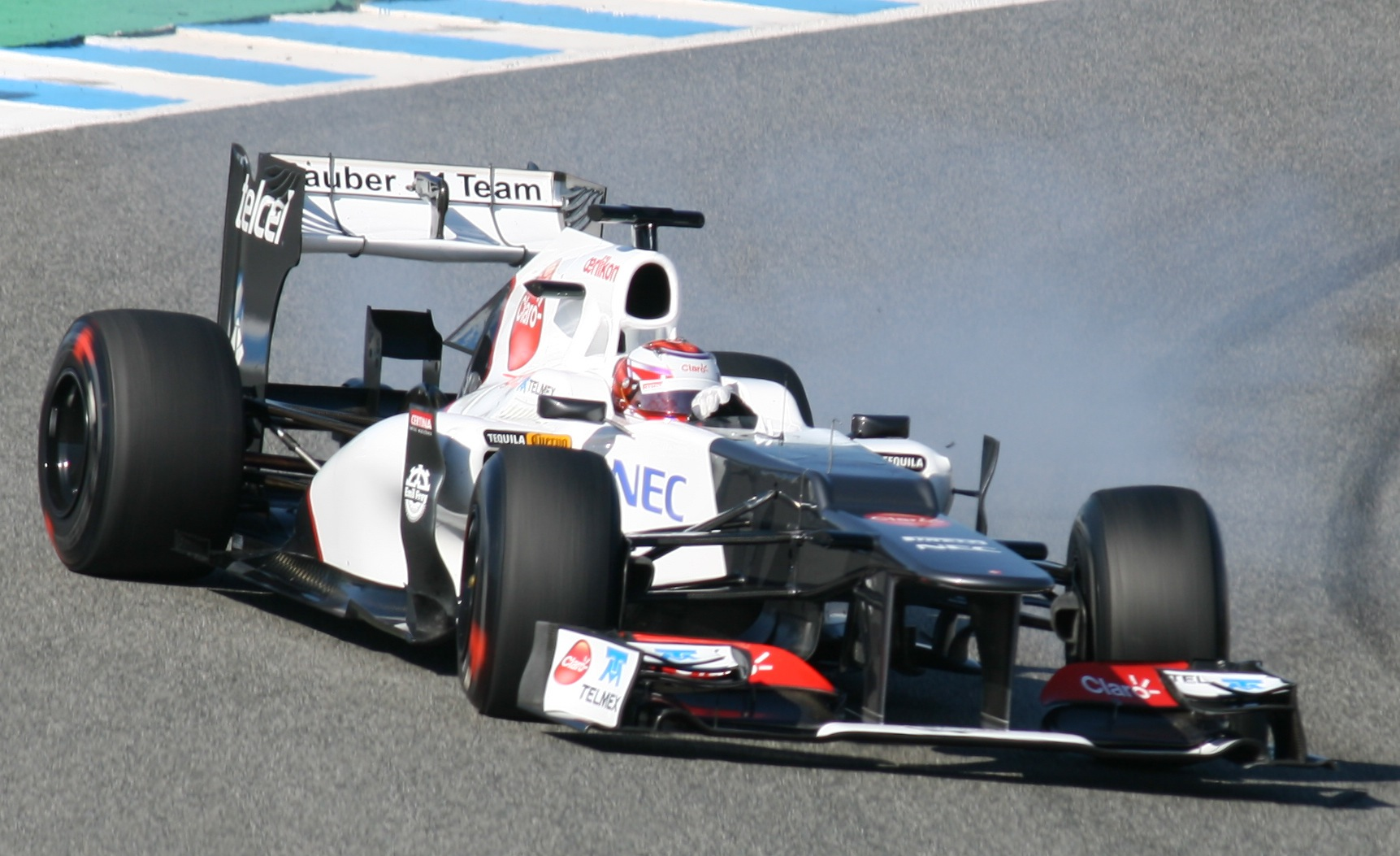
Kamui Kobayashi en test sur la C31 à Jerez en février 2012

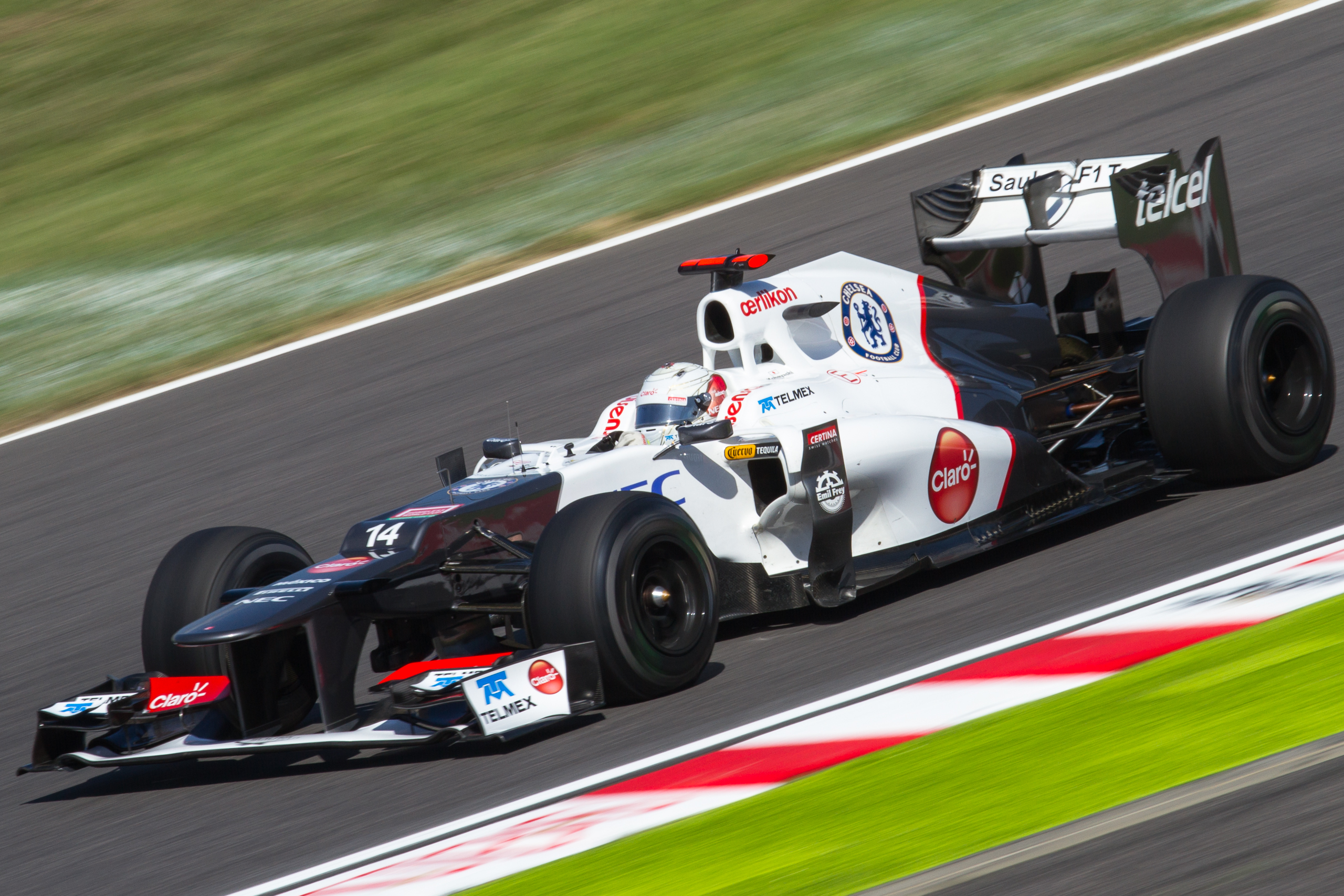
Kamui Kobayashi lors du Grand Prix du Japon 2012.

Le 28 juillet 2011, Peter Sauber confirme Kobayashi au côté de Sergio Pérez en 2012. Lors de la manche inaugurale en Australie, il se classe sixième. Après un abandon en Malaisie à cause de problèmes de freins, Kobayashi obtient, au Grand Prix de Chine, la meilleure qualification de sa carrière en partant en troisième position sur la grille. Il réalise son premier meilleur tour en course et termine dixième. Il se classe treizième à Bahreïn. En Espagne, il termine cinquième et égale son meilleur résultat en Grand Prix. À Monaco, la monoplace en perdition de Romain Grosjean vient frapper la sienne dans le premier virage, le contraignant à l'abandon quelques tours plus tard. Neuvième du Canada, Kobayashi enchaîne deux résultats blancs : à Valencia, il est quatrième pendant la première partie de la course mais un arrêt aux stands trop lent et un accrochage avec Bruno Senna, qui sera jugé responsable, le font plonger en fond de classement. Plus tard, il accroche Felipe Massa, provoquant son abandon. À la suite de incident, les commissaires de course le pénalisent de cinq places sur la grille de départ du Grand Prix de Grande-Bretagne. À Silverstone, il rate son freinage devant son stand, fauche plusieurs de ses mécaniciens, qui ne souffrent que de blessures mineures, et se classe onzième. Lors du Grand Prix d'Allemagne, il franchit la ligne d'arrivée en cinquième position, puis profite d'une pénalité infligée à Sebastian Vettel après la course pour grimper au quatrième rang, son meilleur résultat depuis ses débuts en Formule 1.
Au Grand Prix de Belgique, il s'élance depuis la première ligne de la grille de départ après s'être qualifié deuxième derrière Jenson Button. En course, tout comme son coéquipier, il est une des victimes indirectes du carambolage du départ et chute en fond de classement et termine treizième de l'épreuve. À Monza, il se qualifie neuvième et franchit le drapeau à damiers à la même place. Il connaît un week-end difficile à Singapour, puisqu'il est éliminé dès la première phase des qualifications pour la première fois de l'année, et qu'il se classe treizième de la course. Pour son Grand Prix national, à Suzuka, il devient le troisième Japonais à monter sur un podium de Formule 1, après Aguri Suzuki au Grand Prix du Japon 1990 et Takuma Satō au Grand Prix des États-Unis 2004. Une semaine plus tard, dans le premier tour du Grand Prix de Corée, il rate son freinage et provoque les abandons de Jenson Button et Nico Rosberg. Il écope d'un drive-through avant de se retirer de la course au dix-huitième tour. En Inde, il termine quatorzième. Il rebondit une semaine plus tard en se classant sixième du Grand Prix d'Abou Dabi. Aux États-Unis, il effectue un week-end discret et finit quatorzième, à un tour du vainqueur Lewis Hamilton. Enfin, il se classe neuvième de la dernière course de la saison au Brésil. En marge du Grand Prix, Sauber officialise la titularisation du Mexicain Esteban Gutiérrez pour la saison 2013, qui évoluera aux côtés de Nico Hülkenberg. Kobayashi n'est pas conservé dans l'équipe.

### 2014: retour en Formule 1 chez Caterham
Kamui Kobayashi, titulaire chez Caterham F1 Team aux côtés du novice Marcus Ericsson, connaît une saison difficile à bord d'une monoplace mal conçue et peu fiable. Si le Japonais domine largement son coéquipier tant en qualification qu'en course en début de saison, il dispute l'ensemble des Grands Prix à l'arrière du peloton en compagnie des Marussia. À Monaco, accroché par Jules Bianchi lors d'un dépassement litigieux, il perd sa seule occasion de l'année d'inscrire des points. Durant l'été, Caterham est revendue et la nouvelle direction révèle les graves difficultés financières de l'équipe qui cherche à remplacer Kobayashi par des pilotes payants. Remplacé par André Lotterer, Kobayashi manque le Grand Prix de Belgique tandis que Roberto Merhi est cité pour le remplacer.
Les évolutions apportées sur la monoplace en cours de saison permettent à Kobayashi de dépasser les Marussia en qualification et en course à partir du Grand Prix d'Italie. La fin de saison est plus compliquée car son jeune coéquipier progresse et prend l'ascendant sur lui en qualifications. Les problèmes financiers de Caterham l'empêchent de disputer les Grands Prix des États-Unis et du Brésil. Caterham dispute la dernière épreuve de la saison, à Abou Dabi, grâce à une opération de financement participatif ; Kobayashi abandonne sur problème mécanique tout en dominant son nouveau coéquipier Will Stevens. Kobayashi se classe vingt-deuxième du championnat du monde sans avoir inscrit de point.

### 2015: retour au Japon en Super Formula
Kamui Kobayashi quitte la Formule 1 et retourne au Japon avec la Super Formula : il termine sixième de la saison 2015. En parallèle, il est également pilote réserviste chez Toyota Motorsport en championnat du monde d'endurance FIA LMP1.

### 2016: retour en endurance avec Toyota
Après la retraite d'Alexander Wurz, pilote Toyota Motorsport en Championnat du monde d'endurance FIA LMP1, le constructeur nippon le remplace par l'ancien pilote réserviste, Kamui Kobayashi, pour la saison 2016 de WEC,.
Le 27 janvier 2019, à bord de la Cadillac DPi-V.R n°10 du Wayne Taylor Racing, il remporte les 24 Heures de Daytona en compagnie de Fernando Alonso, Jordan Taylor et Renger Van der Zande.
En 2020, il remporte le championnat du monde d'endurance FIA 2019-2020 avec Mike Conway et José María López au sein du Toyota Gazoo Racing.
En 2021, il remporte les 89e 24 Heures du Mans avec cette même écurie, ainsi que le championnat du monde pour la seconde année consécutive.
En décembre 2021, Toyota a annoncé que Kobayashi succéderait à Hisatake Murata en tant que directeur du programme WEC du fabricant, combinant le poste de direction avec son rôle de pilote pour l’équipe.

## Carrière

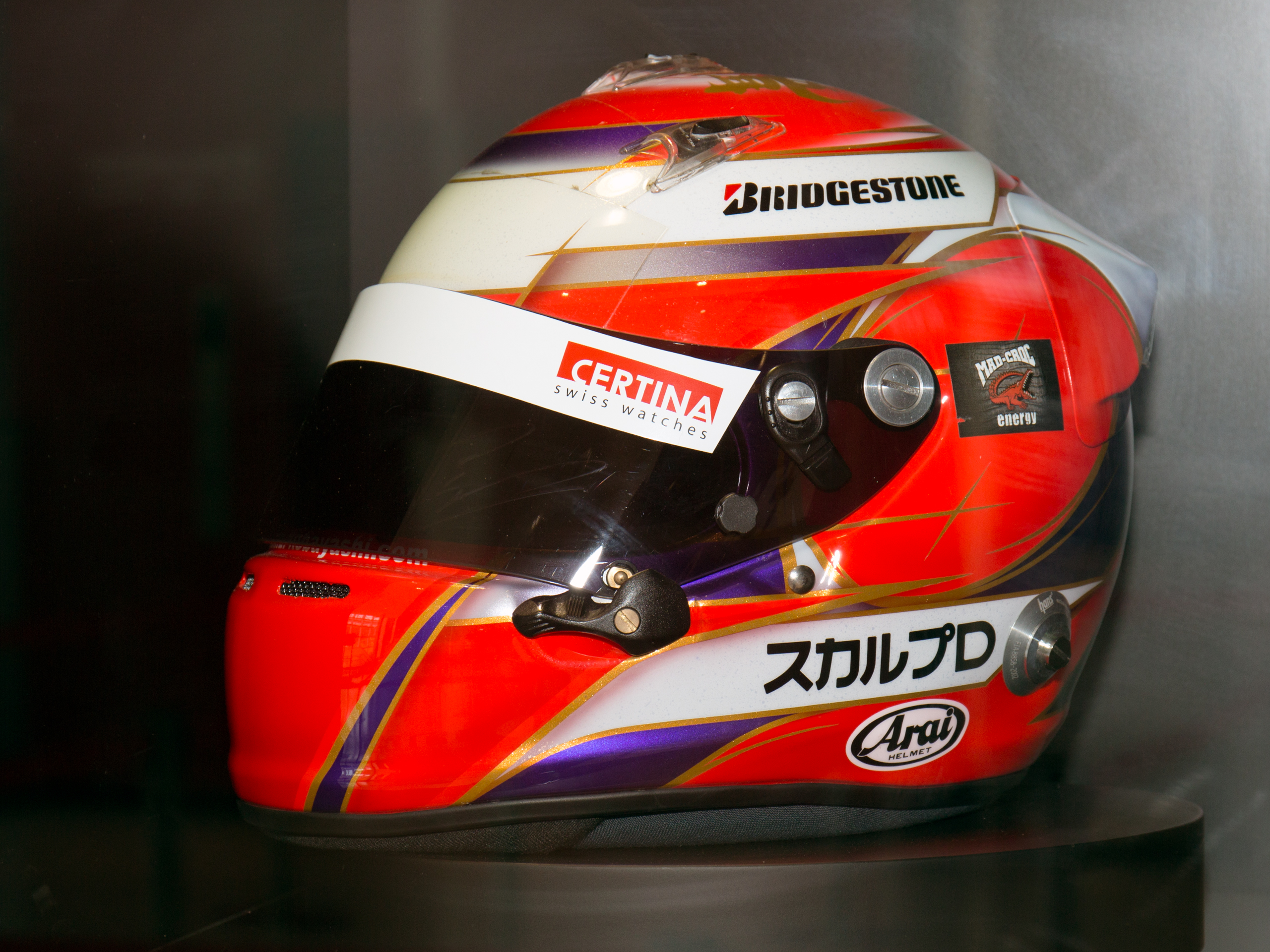
Le casque de Kamui Kobayashi

- 2003 : Formule Toyota : 2e du championnat.
- 2004 : Formule Renault italienne : 4e du championnat.
- 2005 :
  - Formule Renault italienne : Champion
  - Eurocup Formule Renault : Champion.
- 2006 : F3 Euro Series : 8e du championnat.
- 2007 :
  - F3 Euro Series : 4e du championnat, 1 victoire.
  - Formule 1 : pilote essayeur du Toyota F1 Team.
- 2008 :
  - GP2 Asia Series : Champion, 2 victoires.
  - GP2 Series : 16e du championnat avec 10 points.
  - Formule 1 : Troisième pilote du Toyota F1 Team.
- 2009 :
  - GP2 Series : 16e du championnat avec 13 points.
  - Formule 1 : 18e du championnat avec 3 points, sur Toyota F1 Team : deux Grands Prix courus : 9e au Brésil et 6e à Abou Dabi.
- 2010 : Formule 1 : 12e du championnat avec 32 points, sur BMW Sauber.
- 2011 : Formule 1 : 12e du championnat avec 30 points, sur Sauber.
- 2012 : Formule 1 : 12e du championnat avec 60 points et un podium, sur Sauber.
- 2013 :
  - Asian Le Mans Series : 2e avec une victoire.
  - Championnat du monde d'endurance FIA GTE Pro : 7e avec 98 points.
- 2014 : Formule 1 : 22e du championnat sans point, sur Caterham.
- 2015 :
  - Super Formula : 6e avec trois podiums.
  - Championnat du monde d'endurance FIA LMP1 : Pilote de réserve chez Toyota Motorsport.
- 2016 :
  - Championnat du monde d'endurance FIA LMP1 : Pilote titulaire chez Toyota Motorsport.
- 2020 : Championnat du monde d'endurance FIA : Champion ;
- 2021 : Championnat du monde d'endurance FIA : Champion.

## Résultats en championnat du monde de Formule 1
| Saison | Écurie                  | Châssis | Moteur     | Pneus       | GP disputés | Victoires | Podiums | Pole positions | Meilleurs tours | Abandons | Points inscrits | Classement |
| ------ | ----------------------- | ------- | ---------- | ----------- | ----------- | --------- | ------- | -------------- | --------------- | -------- | --------------- | ---------- |
| 2009   | Panasonic Toyota Racing | TF109   | Toyota V8  | Bridgestone | 2           | 0         | 0       | 0              | 0               | 0        | 3               | 18e        |
| 2010   | BMW Sauber F1 Team      | C29     | Ferrari V8 | Bridgestone | 19          | 0         | 0       | 0              | 0               | 8        | 32              | 12e        |
| 2011   | Sauber F1 Team          | C30     | Ferrari V8 | Pirelli     | 19          | 0         | 0       | 0              | 0               | 3        | 30              | 12e        |
| 2012   | Sauber F1 Team          | C31     | Ferrari V8 | Pirelli     | 20          | 0         | 1       | 0              | 1               | 4        | 60              | 12e        |
| 2014   | Caterham F1 Team        | CT05    | Renault V6 | Pirelli     | 15          | 0         | 0       | 0              | 0               | 6        | 0               | 22e        |

| 2009          | Panasonic Toyota Racing | Toyota TF109   | Toyota V8 RVX-09                | B | AUS      | MAL      | CHI      | BAH      | ESP      | MON      | TUR      | GBR      | ALL      | HON     | EUR      | BEL     | ITA      | SIN      | JAP      | BRE 9e   | ABU 6e   |         |          |        | 18e | 3  |
| 2010          | BMW Sauber F1 Team      | BMW Sauber C29 | Ferrari V8 Typo 056             | B | BAH Abd. | AUS Abd. | MAL Abd. | CHI Abd. | ESP 12e  | MON Abd. | TUR 10e  | CAN Abd. | EUR 7e   | GBR 6e  | ALL 11e  | HON 9e  | BEL 8e   | ITA Abd. | SIN Abd. | JAP 7e   | COR 8e   | BRE 10e | ABU 14e  |        | 12e | 32 |
| 2011          | Sauber F1 Team          | Sauber C30     | Ferrari V8 Typo 056             | P | AUS Dsq. | MAL 7e   | CHI 10e  | TUR 10e  | ESP 10e  | MON 5e   | CAN 7e   | EUR 16e  | GBR Abd. | ALL 9e  | HON 11e  | BEL 12e | ITA Abd. | SIN 14e  | JAP 13e  | COR 15e  | IND Abd. | ABU 10e | BRE 9e   |        | 12e | 30 |
| 2012          | Sauber F1 Team          | Sauber C31     | Ferrari V8 Typo 056             | P | AUS 6e   | MAL Abd. | CHI 10e  | BAH 13e  | ESP 5e   | MON Abd. | CAN 9e   | EUR Abd. | GBR 11e  | ALL 4e  | HON 18e* | BEL 13e | ITA 9e   | SIN 13e  | JAP 3e   | COR Abd. | IND 14e  | ABU 6e  | USA 14e  | BRE 9e | 12e | 60 |
| 2014          | Caterham F1 Team        | Caterham CT05  | Renault V6 turbo Energy F1-2014 | P | AUS Abd. | MAL 13e  | BAH 15e  | CHI 18e  | ESP Abd. | MON 13e  | CAN Abd. | AUT 16e  | GBR 15e  | ALL 16e | HON Abd. | BEL     | ITA 17e  | SIN Np.  | JAP 19e  | RUS Abd. | USA      | BRE     | ABU Abd. |        | 22e | 0  |
| Légende : ici |                         |                |                                 |   |          |          |          |          |          |          |          |          |          |         |          |         |          |          |          |          |          |         |          |        |     |    |

## Résultats aux 24 Heures du Mans
| Année | Écurie              | Châssis                | Coéquipiers                      | Catégories | Tours | Classement |
| ----- | ------------------- | ---------------------- | -------------------------------- | ---------- | ----- | ---------- |
| 2013  | AF Corse            | Ferrari 458 Italia GT2 | Olivier Beretta / Toni Vilander  | LM GTE Pro | 312   | 5e         |
| 2016  | Toyota Gazoo Racing | Toyota TS050 Hybrid    | Stéphane Sarrazin / Mike Conway  | LMP1       | 381   | 2e         |
| 2017  | Toyota Gazoo Racing | Toyota TS050 Hybrid    | Stéphane Sarrazin / Mike Conway  | LMP1       | 154   | Abandon    |
| 2018  | Toyota Gazoo Racing | Toyota TS050 Hybrid    | Jose Maria Lopez / Mike Conway   | LMP1       | 386   | 2e         |
| 2019  | Toyota Gazoo Racing | Toyota TS050 Hybrid    | Jose Maria Lopez / Mike Conway   | LMP1       | 385   | 2e         |
| 2020  | Toyota Gazoo Racing | Toyota TS050 Hybrid    | Jose Maria Lopez / Mike Conway   | LMP1       | 381   | 3e         |
| 2021  | Toyota Gazoo Racing | Toyota GR010 Hybrid    | Jose Maria Lopez / Mike Conway   | Hypercar   | 371   | Vainqueur  |
| 2022  | Toyota Gazoo Racing | Toyota GR010 Hybrid    | Jose Maria Lopez / Mike Conway   | Hypercar   | 380   | 2e         |
| 2023  | Toyota Gazoo Racing | Toyota GR010 Hybrid    | Jose Maria Lopez / Mike Conway   | Hypercar   | 103   | Abandon    |
| 2024  | Toyota Gazoo Racing | Toyota GR010 Hybrid    | Jose Maria Lopez / Nyck de Vries | Hypercar   | 311   | 2e         |

## Vie privée
Le 17 octobre 2010, le Tokyograph annonce une liaison amoureuse entre Kamui Kobayashi et l'actrice japonaise Yu Abiru (ro) qui se seraient rencontrés à la fin de l'été. Le 10 avril 2011, Kobayashi et Abiru s'affichent ensemble dans le paddock du Grand Prix de Malaisie.